# Sbratření (Vrchlického sady)
Sbratření je název sousoší od Karla Pokorného, umístěného ve Vrchlického sadech v Praze poblíž Hlavního nádraží. Jedná se o kopii sousoší Sbratření umístěného v České Třebové, rovněž v přednádražním prostoru. Sousoší bylo velmi volně inspirováno fotografií Karla Ludwiga První setkání, pořízenou během Pražského povstání v květnu 1945. Pražská kopie sousoší byla umístěna v roce 1960 před Fantovu budovu Hlavního nádraží. V souvislosti se stavbou metra linky C byla socha přemístěna do budovy Federálního shromáždění. Po jeho dokončení byla umístěna při hlavní cestě ve Vrchlického sadech, poblíž Bolzanovy ulice.

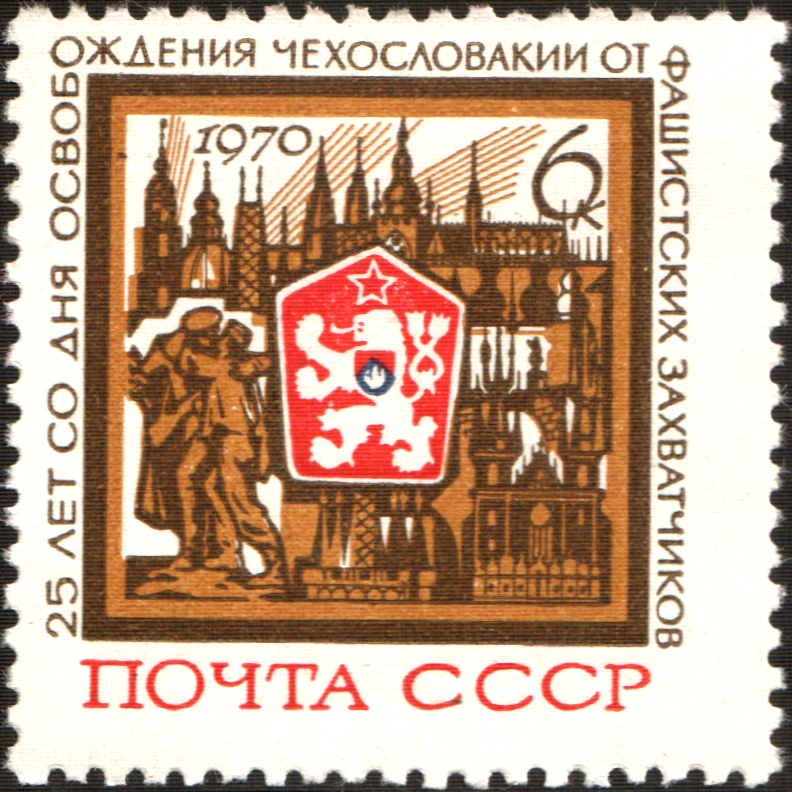
Motiv sousoší na na poštovní známce Sovětské pošty (známka byla vydána v roce 1970).

Motiv sousoší byl použit v roce 1952 na poštovní známce, v roce 1953 pak na československé padesátikoruně v souvislosti s měnovou reformou.
Pomník Sbratření je kulturní památka České republiky evidovaná v Ústředním seznamu kulturních památek pod rejstříkovým číslem: 39810/1-1040.
6. dubna 2024 ji kdosi polil červenou barvou a socha byla odstraněna aby mohla být zrestaurována